# Сарон
Сарон (saron) е музикален перкусионен инструмент от групата на пластинковите инструменти. Има индонезийски произход и влиза в състава на националния оркестър гамелан.
По устройство прилича на гамбанга и слентото. Представлява набор от шест или седем бронзови пластини, разположени върху резонаторна кутия от твърда тисова дървесина. В семейството на сарона влизат няколко инструмента, които се различават по размерите и регистрите си:
- сарон демунг (saron demung) – най-голям и с най-нисък тон;
- сарон барунг (saron barung, или само сарон) – среден по размер;
- сарон панерус (saron panerus) или пекинг (peking) – най-малък по размер и с най-висок тон.

Пластините на сарона са специфични с „игличките“, които са наковани от двата края на всяка пластина. Звукоизвличането става посредством удряне с чукче от дърво или рог.